# Michaela de Habsburgo-Lorena
Michaela de Habsburgo-Lorena (nascida Michaela Maria Madeleine Kiliana Habsburg-Lothringen; Wurtzburgo, 13 de setembro de 1954) é a filha de Oto, Príncipe Herdeiro da Áustria e da princesa Regina de Saxe-Meiningen. Ela é a irmã gêmea de Mônica, Duquesa de Santángelo.

## Casamento e filhos
Michaela casou com Eric Alba Teran d'Antin (1920-2004) em 14 de janeiro de 1984, em Antón, Panamá. Eles se divorciaram em 1994. Após seu divórcio ela se casou com o conde Hubertus von Kageneck, filho do conde Franz Joseph von Kageneck e da princesa Elisabeth Maria da Baviera, em 22 de outubro de 1994. Eles se divorciaram em 1998. Ela teve três filhos com Eric Teran d'Antin:
- Marc Joan Teran d'Antin (7 de maio de 1984), casou em 2012, com Tricia Johnston.
- Carla Regina Teran d'Antin (17 de agosto de 1987)
- Justin Christopher Teran d'Antin (10 de fevereiro de 1989)

## Títulos, estilos e honras

### Títulos
- 13 de setembro de 1954 - Presente: Sua Alteza Imperial e Real a arquiduquesa da Áustria Michaela

## Honras

### Honra dinástica nacional
- Casa de Habsburgo: Dama da Ordem Imperial e Real da Cruz estrelado, 1.ª Classe[4][5][6]

### Honra estrangeira
- Casa de Bourbon-Parma: Cavaleiro Oficial da Real Ordem  Sagrado Militar de São Jorge[7]